# Oreokastro
Oreokastro (tiếng Hy Lạp: ?) là một khu tự quản ở vùng Trung Makedonías, Hy Lạp. Khu tự quản Oreokastro có diện tích 218 km², dân số theo điều tra ngày 18 tháng 3 năm 2001 là 24962 người.